# Ънсурацей
Ънсурацей (на румънски: Însurăței) е град в окръг Браила, югоизточна Румъния. Населението му е 6528 души (2011 г.).
Разположен е на 20 метра надморска височина в Долнодунавската равнина, на 19 километра западно от левия бряг на река Дунав и на 50 километра югозападно от град Браила. Селището е основано през 1879 година при оземляване на безимотни селяни. На територията на града при комунистическия режим съществува почти изоставеното днес селище Валя Кълмъцуюлуй, използвано за интерниране на противници на управлението.